# Arsenie Boca
Arsenie Boca (n. 29 septembrie 1910, Vața de Sus, România – d. 28 noiembrie 1989, Sinaia, Prahova, România) cunoscut în Biserica Ortodoxă Română drept Sfântul Cuvios Mărturisitor Arsenie de la Prislop  a fost un ieromonah, teolog și artist plastic (muralist) ortodox român, stareț al Mănăstirii Brâncoveanu de la Sâmbăta de Sus și apoi duhovnic al Mănăstirii Prislop, unde, datorită personalității sale, veneau mii și mii de credincioși, fapt pentru care a fost hărțuit de Securitate. A fost unul din martorii gulagului comunist, închis la Securitatea din Brașov, dus la Canal, închis la Jilava, București, Timișoara și la Oradea. A pictat biserica din Drăgănescu (la 25 km de București), precum și Icoana Maicii Domnului cu Pruncul din altarul Bisericii Sfântul Elefterie din București.
Arsenie Boca este considerat de unii din ucenicii săi ca fiind cel mai mare duhovnic român al secolului al XX-lea.
La mormântul său de la Mănăstirea Prislop din Țara Hațegului, se perindă zilnic sute de pelerini.

## Biografie

### Copilăria
S-a născut pe 29 septembrie 1910, la Vața de Sus, Hunedoara, fiind botezat pe 16 octombrie și primind numele de Zian-Vălean. Tatăl său, Iosif-Petru Boca (1881-1926) era de meserie pantofar, de confesiune greco-catolică. Mama sa, Creștina (1892-1951), era casnică, ea fiind cea care se va îngriji de educația copilului în primii săi ani de viață. În primăvara anului 1913, cuplului i se va naște al doilea copil, o fată, care va primi numele Viorela-Minca, însă care va muri la scurt timp după naștere.
După 13 ani de căsătorie, părinții săi divorțează pe 22 martie 1922, copilul Zian-Vălean fiind încredințat tatălui Iosif. Iosif Boca a călătorit de mai multe ori în SUA pentru a munci, fiind consemnat la data de 26 septembrie 1912 pe nava "Nektar" sub numele (maghiarizat) de "Boka Josif". După divorț, Iosif Boca se mută în Brad, la acea vreme un important centru minier. 

### Studiile și formarea
Vărul său primar, Vasile Crucin (1902-1951), director de școală în comuna Buteni, insistă pe lângă părinții tănărului Zian-Vălean ca acesta să fie înscris la școala din Brad. În perioada 1922-1929 urmează Liceul național ortodox „Avram Iancu” din Brad, Hunedoara, de unde absolvă ca șef de promoție în 1929, examenul de bacalureat susținându-l la 17 august 1929, și obținând media 6. În același an, doar 2397 de elevi din Transilvania susțin bacalaureatul, rata de promovare fiind de 53,6%.  În această perioadă, colegul de liceu Petru Boldor, viitor preot, îl caracterizează pe Zian-Vălean ca fiind "excepțional de înzestrat, de-o voință extraordinară, o memorie formidabilă, o putere de muncă și o tenacitate ieșite din comun". Profesorul de muzică, Gheorghe Pârvu, avea să-l învețe pe Zian-Vălean să cânte la flaut.
Rămânând orfan de tată, care moare la 19 iunie 1926 din pricina tuberculozei, se înscrie la Academia de Teologie din Sibiu în 1929, beneficiind de o bursă acordată de Mitropolia Ardealului. În această perioadă își vinde casa de la Vața de Sus în vederea continuării studiilor. Ulterior, ieromonahul Arsenie Boca, avea să declare că prima sa intenție a fost de a urma aviația la Cotroceni, fiind însă împiedicat de mijloacele materiale precare.Absolvă facultatea de teologie în 1933.  
În perioada 1933-1938 studiază la Academia de Belle-Arte din București, făcând parte dintre bursierii mitropolitului Nicolae Bălan. În primul an de studii, locuiește la Gheorghe Stăniloae (fratele lui Dumitru Stăniloae), alături de compozitorul Gheorghe Șoima. În anii următori va locui la mănăstirea Radu Vodă. În cadrul academiei, va studia și anatomia (cursul 1936-1937) cu dr. Francisc Rainer. Printre ceilalți profesori ai lui Zian-Vălean se vor număra: Costin Petrescu, Alexandru Tzigara-Samurcaș și George Matei Cantacuzino. Și în această perioadă este unul dintre studenții cu rezultate deosebite la învățătură. Diploma de absolvire poarta calificativul "foarte bine".
În paralel, audiază cursuri la Facultatea de medicină ținute de profesorul Francisc Rainer și prelegerile de Mistică creștină ale profesorului Nichifor Crainic de la Facultatea de Teologie din București. Fascinat de lucrarea Scara dumnezeiescului urcuș scrisă de Ioan Scărarul o traduce în limba română în doar 5 luni. Această traducere nu a văzut lumina tiparului.
Remarcându-i talentul artistic, profesorul Costin Petrescu i-a încredințat pictarea scenei care îl reprezintă pe Mihai Viteazul de la Ateneul Român. Trimis de chiriarhul său, Nicolae Bălan, călătorește la Muntele Athos pentru a aduce manuscrisele românești și grecești ale Filocaliei. Aici are parte de o experiență duhovnicească formatoare pentru viața de călugăr pentru care optase încă din anii studenției de la Sibiu.

### Hirotonirea și tunderea în monahism
În 1935 a fost hirotesit citeț și ipodiacon, iar pe 11 septembrie 1936 este hirotonit diacon celibatar pe seama Catedralei Mitropolitane din Sibiu de către mitropolitul Nicolae Bălan. În 1938 face anul de practică în artă decorativă la biserica "Sf. Dimitrie Izvorâtorul de Mir" din Bixad. (Covasna). În intervalul 12 martie-8 iunie 1939 este în pelerinaj la muntele Athos, fiind găzduit la chilia "sf. Ipatie". Este închinoviat la Mănăstirea Sâmbăta de Sus (județul Brașov). În vinerea sărbătorii Izvorului Tămăduirii din anul 1940 este tuns în monahism. În 1942 este ridicat la treapta preoțească și numit stareț al Mânăstirii "Brâncoveanu" din Sâmbăta de Sus pe care o renovează schimbând înfățișarea locurilor.
Deja din 1940 inițiază la Mănăstirea de Sâmbăta de Sus ceea ce s-a numit „mișcarea de reînviere duhovnicească de la Sâmbăta”, despre care Nichifor Crainic spunea: „Ce vreme înălțătoare când toată țara lui Avram Iancu se mișca în pelerinaj, cântând cu zăpada până la piept, spre Sâmbăta de Sus, ctitoria voievodului martir Constantin Brâncoveanu!” Devine renumit ca mare duhovnic, părintele Cleopa va încerca să ia legătura cu el prin scrisori interceptate și confiscate de Securitate.
În iarna anului 1944, profesorul Nichifor Crainic verifică la Sâmbăta de Sus traducerea starețului Arsenie Boca și a lui Serafim Popescu din Filocalie. Ultimul traduce Marcu Ascetul (v. Telegraful român, 15 ian. 1991). La publicarea în comunism a primelor patru volume din Filocalie numele lui Arsenie Boca nu mai este menționat.

### Urmărirea de către Securitate și arestările
| Nr. | Dată arestare      | Motivație                                                   | Dată eliberare                   |
| --- | ------------------ | ----------------------------------------------------------- | -------------------------------- |
| 1   | 17 iulie 1945      | bănuit de legionarism (?)                                   | 30 iulie 1945                    |
| 2   | 7 iunie 1948       | găzduirea legionarului Gladcov Grigore la măn. Brâncoveanu  | ? (înainte de 1 septembrie 1948) |
| 3   | 16 ianuarie 1951   | omisiune de denunț ? (Plămădeală Leonida și alții)          | 20 martie 1952                   |
| 4   | 20 septembrie 1955 | omisiune de denunț (Bordașiu Nicolae și Plămădeală Leonida) | 7 aprilie 1956                   |

În anul 1943, Serviciul Special de Informații îi întocmește primul dosar de urmărire preotului Arsenie Boca, prima notă informativă datând din 5 iunie 1943, pe când acesta era încă la Mănăstirea "Brâncoveanu" de la Sâmbăta de Sus. El este bănuit că este un "înfocat legionar" care "chiar face parte din conducerea clandestină legionară" (p.19). Într-o predică din 3 februarie, 1944, părintele Arsenie critică politica Germaniei pentru că "s-ar fi ridicat cu război împotriva rânduielilor firii și ale lui Dumnezeu" (p.47). Pe 17 iulie 1945, părintele Arsenie Boca este arestat la Râmnicu Vâlcea (alături de monahul Ieronim Ștefan) din inițiativa ministrului cultelor de atunci - Pr. Constantin Burducea (6 martie 1945 - 30 noiembrie 1946). În această zi Părintele Arsenie își scrie celebra autobiografie, în care își relatează viața de la naștere și până la momentul respectiv. Este eliberat pe 30 iulie 1945, constatându-se că "Ieromonahul Boca nu și-a manifestat niciodată și sub nicio formă în predicile sale vreun crez politic" (p.86). Și în anii următori, Părintelui Arsenie i se lansează acuzația de a fi legionar pentru vizitele de la mănăstirea Brâncoveanu (Sâmbăta de Sus) a anumitor legionari. Este arestat a doua oară la 7 iunie 1948, pentru a fi eliberat "o lună, o lună jumătate" mai târziu (în dosar nu se găsește data exactă a eliberării). În acest al doilea caz este cercetat pentru a-l fi găzduit pe legionarul Gladcov Grigore.
A treia arestare a Părintelui Arsenie are loc pe 16 ianuarie, 1951, pentru a fi încadrat în U.M. (i.e. unități de muncă) pentru o perioadă de 12 luni. Astfel, este trimis întâi în comuna Tudor Vladimirescu, la centrul de triere, de unde ajunge în coloniile de muncă de la canalul Dunăre-Marea Neagră. Este eliberat pe 20 martie 1952.
A patra, și ultima, arestare a Părintelui Arsenie Boca are loc pe 20 septembrie 1955, la Timișoara. De această dată este arestat pentru "omisiunea denunțării" (p.411), mai precis "de-a fi luat cunoștință despre faptul că Bordașiu Nicolae și Plămădeală Leonida sunt urmăriți de organele de stat pentru activitate subversivă, au omis să denunțe cu toate că știau unde se găsesc" (p. 627). De la penitenciarul din Timișoara este mutat la 7 decembrie la Jilava, iar câteva zile mai târziu, pe 17 decembrie ajunge la penitenciarul din Oradea. Este eliberat la 7 aprilie 1956. Într-una dintre declarațiile luate de către Securitate (dactilografiată, nu olografă), părintele Arsenie Boca declară că "nu m-am încadrat în organizația legionară și nici nu mi s-au făcut propuneri în acest sens, am fost însă un simpatizant al lor, însă fără a le cunoaște doctrina sau a le citi vreo carte" (p.423).   
În urma hotărârii Sfântului Sinod al Bisericii Ortodoxe Române, luată la București în decembrie 1958, ieromonahul Arsenie Boca este scos din monahism cu începere din 24 aprilie 1959 (conform adresei din 2407/1959 a episcopiei Aradului, Părintele Arsenie ar fi primit înștiințarea abia în data de 14 mai) interzicându-i-se să mai slujească la altar, fără însă a fi caterisit. După cum reiese din dosarele Securității, această excludere din monahism s-a făcut la presiunea Securității și cu aprobarea tacită a anumitor ierarhi.

## Opera

### Contribuția la colecțiaFilocalia
Îl ajută pe părintele profesor Dumitru Stăniloae (fostul său profesor de la Sibiu) în demersul de a traduce Filocalia. Îi pune la dispoziție manuscrisele aduse din călătoria la Muntele Athos,  îl încurajează la lucru, recitind textele, realizează coperta colecției, susține lucrarea pentru tipărire prin numărul mare de abonamente pe care le procură. În prima ediție a volumelor, Părintele Dumitru Stăniloae îl numește pe Arsenie Boca „ctitor de frunte al Filocaliei românești”.

### Scrieri
- Părintele Arsenie Boca, Cărarea împărăției, ed.îngr. de Zamfira Constantinescu, Editura Episcopiei Ortodoxe Române a Aradului, 1995
- Părintele Arsenie Boca, Lupta duhovnicească, ed.îngr. de Ion Cișmileanu, Editura Agaton, Făgăraș, 2009
- Părintele Arsenie Boca, Trepte spre viețuirea în monahism, Editura Teognost, Cluj-Napoca, 2003 - ISBN 973-85376-6-5
- Părintele Arsenie Boca, Cuvinte vii, Deva, 2006

## Omagieri
- Un bust al părintelui Arsenie Boca a fost ridicat în curtea Bisericii Sf. Vineri din Zalău.
- O statuie din bronz a părintelui Arsenie Boca, lucrare a sculptorului Ivan Jinaru, așezată în fața bisericii Sfântul Nicolae din Vaideeni, județul Vâlcea, a fost sfințită sâmbătă, 24 octombrie 2015.[12]

Mormântul părintelui Arsenie de la mănăstirea Prislop constituie azi unul din importantele locuri de pelerinaj din țară, în ultimii ani numărul de pelerini veniți pe 28 noiembrie fiind de 30 000 - 40 000 de oameni.

## Picturi
În pictura lui Arsenie Boca se remarcă o puternică amprentă lăsată de personalitatea lui artistică, ceea ce a născut mai multe controverse în legătură cu canonizarea acestuia. Există o serie de reprezentări care nu sunt în concordanță cu învățătura Sfinților Părinți, sau a Canoanelor Bisericii Ortodoxe legate de iconografie. Printre acestea se numără reprezentarea Basilicii Sfântul Petru, sau pictura lui Francisc de Assisi, și a lui Ulfilas Arianul printre Sfinți. 

## Canonizare
Episcopia ortodoxă a Devei și Hunedoarei a anunțat joi, 5 septembrie 2019, aprobarea documentației necesare pentru canonizarea Părintelui Arsenie Boca întocmite de Comisia specială teologică a Mitropoliei Ardealului. Dosarul complet și studiul document asupra sfințeniei vieții Cuviosului Părinte Arsenie vor fi înaintate spre examinare și decizie Sfântului Sinod al Bisericii Ortodoxe Române.
Hotărârea Sfântului Sinod al Bisericii Ortodoxe Române din 28 octombrie 2019: 
„S-a luat act de propunerea Sinodului mitropolitan al Mitropoliei Ardealului de canonizare a părintelui Arsenie Boca și de documentația înaintată în acest sens. A fost aprobată transmiterea acestei propuneri Subcomisiei sinodale pentru canonizarea sfinților români. Această comisie va invita specialiști din diferite domenii de competență să redacteze referate privind canonizarea părintelui Arsenie Boca din perspectiva expertizei lor teologice, de pictură bisericească și de disciplină monahală. De asemenea, vor fi evaluate și referate ale cercetătorilor istorici permanenți desemnați de mitropolii să cerceteze documentele CNSAS pentru a prezenta activitatea părintelui Arsenie Boca în perioada 1945-1989. Până la luarea unei decizii finale, Sfântul Sinod al Bisericii Ortodoxe recomandă clericilor și credincioșilor – indiferent dacă susțin canonizarea sau se opun acesteia – să aștepte cu rugăciune și răbdare rezultatul final al subcomisiei sinodale, evitând atât idealizarea excesivă a persoanei părintelui Arsenie Boca, cât și denigrarea lui. Canonizarea sfinților, fiind un proces anevoios, nu se face în pripă sau sub emoții de moment, mai ales când este vorba despre persoane trecute de curând la Domnul, iar mărturiile prezente despre acestea sunt contradictorii.”
La 12 iulie 2024, sinodul BOR a aprobat canonizarea a 16 sfinți, printre care și Arsenie Boca. Proclamarea canonizării noilor sfinți a avut loc pe 4 feburarie 2025, când Biserica Ortodoxă Română a aniversat un secol de la recunoașterea statutului de Patriarhie.

## Controverse
Conform Tatianei Niculescu, Arsenie Boca a fost aderent al mișcării antropozofice a ocultistului austriac Rudolf Steiner, ceea ce i-a influențat picturile de la biserica din Drăgănescu, în care Fantasma lui Iisus Hristos iese din lespedea mormântului. De asemenea, Părintele Arsenie avea și anumite talente de mentalist. Fundația "Arsenie Boca", însă și-a exprimat dezacordul cu aceste susțineri ale publicistei Tatiana Niculescu.
Scriitorul și publicistul de factură tradițional-ortodoxă Dan Ciachir a afirmat că Arsenie Boca a fost pedepsit destul de ușor de regimul comunist, cu doar câteva luni de închisoare.